# Probles anatolicus
Probles anatolicus là một loài tò vò trong họ Ichneumonidae.